# Stefan Sergejewitsch Stepanow
Stefan Sergejewitsch Stepanow (russisch Стефан Сергеевич Степанов; * 23. September 1992 in Jekaterinburg) ist ein russischer Eishockeyspieler, der seit Juli 2013 bei Atlant Mytischtschi in der Kontinentalen Hockey-Liga unter Vertrag steht und für deren Farmteam, den HK Buran Woronesch, in der Wysschaja Hockey-Liga spielt.

## Karriere
Stefan Stepanow begann seine Karriere als Eishockeyspieler in der Nachwuchsabteilung des PHK Krylja Sowetow Moskau, für dessen Profimannschaft er in der Saison 2008/09 sein Debüt in der Wysschaja Liga, der zweiten russischen Spielklasse, gab. Dabei blieb er in acht Spielen punktlos und erhielt zehn Strafminuten. Zur folgenden Spielzeit schloss sich der Verteidiger den Sudbury Wolves an, für die er in der kanadischen Juniorenliga Ontario Hockey League in sieben Spielen ein Tor vorbereitete. Für die Saison 2010/11 kehrte er nach Russland zurück, wo er einen Vertrag beim HK ZSKA Moskau aus der Kontinentalen Hockey-Liga erhielt. In seiner Premierenspielzeit in der KHL bereitete er in sieben Spielen zwei Tore vor. Hauptsächlich kam er jedoch in der multinationalen Nachwuchsliga Molodjoschnaja Chokkeinaja Liga (MHL) für das Juniorenteam Krasnaja Armija Moskau zum Einsatz. Mit der Mannschaft gewann er am Saisonende den Charlamow-Pokal, den Meistertitel der MHL. 
Zur Saison 2011/12 wurde Stepanow vom KHL-Teilnehmer Awtomobilist Jekaterinburg verpflichtet und absolvierte für diesen bis Februar 2013 44 KHL-Partien. Parallel wurde er bei Awto Jekaterinburg in der MHL und bei Burewestnik Jekaterinburg in der Perwaja Liga eingesetzt. Im Februar 2013 erhielt Stepanow einen AHL-Vertrag von den Albany Devils, für die er jedoch nur ein einziges Spiel absolvierte. 

### International
Für Russland nahm Stepanow an der U18-Junioren-Weltmeisterschaft 2010 teil. 

## Erfolge und Auszeichnungen
- 2011 Charlamow-Pokal-Gewinn mit Krasnaja Armija Moskau

## KHL-Statistik
(Stand: Ende der Saison 2010/11)